# Laura La Plante

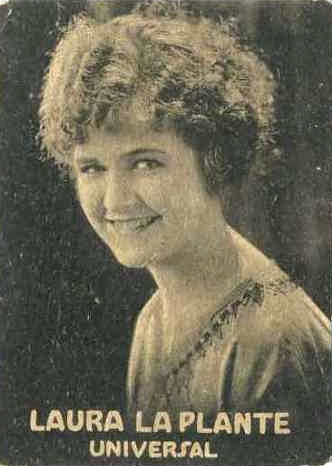
Laura La Plante auf einem Zigarettenbild

Laura La Plante, eigentlich Laura Isabelle Laplante (* 1. November 1904 in St. Louis, Missouri; † 14. Oktober 1996 in Woodland Hills, Los Angeles, Kalifornien) war eine US-amerikanische Schauspielerin.

## Leben
Laura La Plante war die Tochter von William Anton Laplante und Lydia Elizabeth Turk. Ihre jüngere Schwester, Violet Virginia Laplante, war ebenfalls Schauspielerin. La Plante begann ihre Karriere im Alter von 15 als Statistin und wurde rasch populär. Bereits mit 20 war sie der größte Star der Universal Studios und wurde meist als das nette Mädchen von nebenan in Komödien eingesetzt. 1923 wurde sie einer der WAMPAS Baby Stars des Jahres, einer Auswahl von Schauspielerinnen, denen man am ehesten den Aufstieg zum echten Star zutraute. Ihre bekanntesten Rollen hatte La Plante in der Umbruchphase vom Stumm- zum Tonfilm. In der Komödie Spuk im Schloß war sie 1927 als verfolgte Unschuld in einem Geisterhaus zu sehen, in der opulenten Verfilmung von Show Boat aus dem Jahr 1929 hatte sie den Part der Magnolia Hawks. 1930 beendete die Schauspielerin ihren Vertrag mit dem Studio und ging nach England, wo sie eine Reihe von sogenannten quota quickies, billig hergestellten Programmfilmen, drehte. Von 1934 bis zu seinem Tod 1985 war sie mit dem Filmproduzenten Irving Asher verheiratet. Gemeinsam hatten sie zwei Kinder. Zuvor war sie in den Jahren 1926 bis 1934 mit dem Regisseur William A. Seiter verheiratet gewesen.
Ihren letzten Auftritt vor der Filmkamera hatte sie 1957 als Mutter von Betty Hutton in dem Drama Spring Reunion.
Laura La Plante starb 1996 in einem Altersheim für Leute aus der Filmbranche, in Woodland Hills, Kalifornien, dem Motion Picture & Television Country House and Hospital.

## Filmografie (Auswahl)
- 1919: The Great Gamble
- 1921: Play Square
- 1922: Perils of the Yukon
- 1923: Wildwestbanditen (The Ramblin’ Kid)
- 1925: Smouldering Fires
- 1926: Charleston ist Trumpf (Skinner’s Dress Suit)
- 1926: Die Tänzerin des Zaren (The Midnight Sun)
- 1927: Spuk im Schloß (The Cat and the Canary)
- 1929: Showboat (Show Boat)
- 1929: Die Liebesfalle (The Love Trap)
- 1929: Die letzte Warnung (The Last Warning)
- 1929: Zarte Schultern (Scandal)
- 1930: Der Kapitän der Garde (Captain of the Guard)
- 1930: Der Jazzkönig (King of Jazz)
- 1931: Arizona
- 1931: Lonely Wives
- 1931: Stout Hearts and Willing Hands (Kurzfilm)
- 1934: The Church Mouse
- 1935: Man of the Moment
- 1947: Little Mister Jim
- 1956: Spring Reunion